# Airbnb
 (транскр.  Ер би-ен-би) je амерички веб-сајт за изнајмљивање смештаја. Делује као брокер и наплаћује провизију од сваке резервације. Седиште предузећа се налази у Сан Франциску, а основано је 2008. године.